# Lede
Lede è un comune belga di 18 093 abitanti, situato nella provincia fiamminga delle Fiandre Orientali.

## Geografia fisica

### Territorio
Il comune di Lede è composto da 6 abitati principali:
- Impe (2,76 km² - 1 027 abitanti)
- Lede (12,11 km² - 10 982 abitanti)
- Oordegem (8,74 km² - 2 809 abitanti)
- Papegem (0,58 km² - 449 abitanti)
- Smetlede (4,03 km² - 1 117 abitanti)
- Wanzele (1,47 km² - 1 094 abitanti)